# Doolhofzwam
De doolhofzwam (Daedalea quercina) is een schimmel uit de orde van de Polyporales, familie Fomitopsidaceae. Het is de enige soort van het geslacht Daedalea die in Europa voorkomt. De soort komt wereldwijd voor op dood of levend hout van met name eiken, waarop zij bruinrot veroorzaakt.
De doolhofzwam is herkenbaar aan zijn dikke, harde vruchtlichamen met een onderzijde die eruitziet als een doolhof, gevormd door een systeem van grof uitgesneden lamellen en poriën. De soort wordt beschouwd als oneetbaar vanwege de kurkachtige textuur, maar bevat wel biologisch actieve stoffen die farmacologisch interessant zijn.

## Kenmerken

### Uiterlijke kenmerken
De doolhofzwam vormt dikke, console- of waaiervormige vruchtlichamen van 10–30 cm breed, 10–20 cm lang en tot 7 cm dik. Ze groeien vaak in groepen op stronken of stammen. De bovenzijde is viltig, grijs- tot lichtbruin, met onregelmatige concentrische zones en een scherpe rand.
De onderzijde (hymenofoor) is lichtbruin en vertoont onregelmatige, doolhofvormige structuren (daedaloïde lamellen). Bij jonge exemplaren zijn deze aanvankelijk poreus, maar rijpend breken de tussenschotjes weg waardoor de karakteristieke sleuven ontstaan.
Het vruchtvlees is taai en kurkachtig, licht tot koffiebruin van kleur, en heeft een milde geur. De paddenstoel is niet eetbaar, maar ook niet giftig. De sporenafdruk is wit.

### Microscopische kenmerken
De sporen zijn cilindrisch tot elliptisch, gladwandig, inamyloïde, en meten ongeveer 5–7 × 2–4 µm. Ze bezitten een klein aanhangsel (appendix). Cystiden ontbreken, maar er komen spindelvormige, dikwandige pseudocystiden voor die soms uit het hymenium steken.
Het heeft een trimitisch hyfensysteem:
- Generatieve hyfen zijn dunwandig, hyaliene, voorzien van septa met gespen.
- Bindhyfen zijn kort vertakt, kronkelig, geelbruin.
- Skelethyfen zijn dikwandig en okerbruin.

## Ecologie
De doolhofzwam is een saprotrofe soort die voornamelijk voorkomt op dode eikenstammen en stronken, vaak op ontbast hout. Soms groeit hij ook als wondparasiet op levende bomen, hoewel hij geen levend weefsel aantast.
De zwam veroorzaakt bruinrot door de afbraak van cellulose en hemicellulose, waarbij het hout bros en blokkerig wordt. De zwam ontwikkelt zich in het kernhout, vaak jarenlang onopgemerkt.
Naast eiken kan D. quercina ook voorkomen op andere loofbomen zoals kastanje, zwarte walnoot, populier en Robinia.

## Verspreiding
Daedalea quercina is bijna wereldwijd verspreid. In Europa komt de soort voor van Zuid- tot Noord-Europa, met uitzondering van de koudste gebieden. Zijn verspreiding volgt in grote lijnen het voorkomen van eiken.
De soort is ook gevonden in Noord-Afrika, het Midden-Oosten, Centraal- en Oost-Azië (tot in China en India), Noord-Amerika (Canada, VS, Mexico) en Australië.
In Nederland en België is het een algemene soort die regelmatig wordt waargenomen in eikenbossen, lanen en parken.

## Vergelijkbare soorten
De doolhofzwam is goed te herkennen aan de grove doolhofstructuur op de onderzijde. Soorten zoals roodporiehoutzwam hebben een fijner doolhofpatroon en kleuren bij kneuzing roodachtig.
De Daedalea quercina f. trametea is een vorm met grover hoekige poriën, die op Trametes lijken.

## Toepassingen en betekenis
Hoewel de paddenstoel oneetbaar is vanwege de kurkachtige consistentie, heeft hij historische en moderne toepassingen:
- In Engeland werd hij als rookmiddel gebruikt bij bijenteelt om bijen te kalmeren.
- In de paardensport werden vruchtlichamen gebruikt als kam voor gevoelige paardenhuiden.
- Moderne toepassingen richten zich op industriële en farmacologische mogelijkheden:

De zwam produceert enzymen zoals laccase die synthetische kleurstoffen en aromatische verbindingen kunnen afbreken.
Uit de zwam zijn stoffen geïsoleerd zoals quercinol en Daedalin A, die ontstekingsremmende eigenschappen vertonen door remming van enzymen zoals cyclo-oxygenase-2, xanthineoxidase en peroxidase.

## Naamgeving
De Nederlandse naam verwijst naar het doolhofachtige patroon van de buisjes. De geslachtsnaam Daedalea is afgeleid van Daedalus, de mythologische bouwmeester van het labyrint van Knossos. De soortaanduiding quercina is Latijn voor eik (Quercus), wat verwijst naar de belangrijkste waardboom.